# 小林武治
小林 武治（こばやし たけじ、1899年（明治32年）8月28日 - 1988年（昭和63年）10月12日）は、昭和期の政治家。静岡県知事・厚生大臣・郵政大臣・法務大臣。参議院議員3期。

## 来歴・人物

### 生い立ち
長野県北佐久郡南大井村平原（現小諸市）に、農家の二男として生まれる。旧制野沢中学校、旧制第五高等学校を経て、東京帝国大学法学部英法科に入学。五高時代は池田勇人・佐藤栄作と同級生であった。また東大時代は濱口雄幸の息子・濱口巌根（元・日本長期信用銀行頭取）と机を並べた。

### 逓信官僚として
1923年高等試験行政科に合格する。逓信次官を務めたことのある濱口雄幸の勧めもあり、翌1924年に東大卒業後、逓信省に入省する。以後秘書課長、逓信省総務局、熊本逓信局、逓信院次長と順調に昇進を重ねた。戦後の1946年、当時の内務大臣、三土忠造の要請により、官選の静岡県知事となる。内務省出身者以外の知事登用は、異例のことであった。

### 静岡県知事
1947年、初の知事選に当選後、三方原用水計画・南富士地帯開発計画・大井川用水促進計画の「開拓三大計画」に着手した。
また、同年10月23日、昭和天皇が北陸方面に行幸する途上、お召し列車の車内で県勢などを奏上する機会を得た。この他1948年には「県産業復興5ヶ年計画」を策定し、また天竜川の複合用水利用計画を立案するなど、静岡県の経済発展の基礎固めを精力的に進めていった。1951年に再選を狙うも、県政界の派閥抗争に敗れ出馬を断念。1953年、静岡県選挙区より参議院議員に当選する。以後当選3回。

### 中央政界進出
中央政界入り後は池田・佐藤両首相と懇意であったことに加え、参議院自民党のドン・重宗雄三とのリレーションも良好だったため、たびたび閣僚として登用された。1963年第2次池田第3次改造内閣で厚生大臣として初入閣。同年の全国戦没者追悼式にあたって「宗教的なにおいのある場所はやはり適当でない。儀式は宗教的でなくても適当でない」と明言し「本式典は、宗教的儀式を伴わないものとする」との閣議決定に繋がった。しかし翌1964年に追悼式が急遽靖国神社で行われることが決定し「遺族などの方々からのご要望もございました」と説明。林修三内閣法制局長官が政教分離原則との関係を問われて「多少紛らわしい点がないわけではない」としながら「広場として使うのにそれほど不適当でなかろう」「宗教的色彩と切り離してやることも可能」とあくまで会場として使用したと答弁した。
1966年第1次佐藤第3次改造内閣では郵政大臣に就任、在任中にUHF帯で大量の放送免許を与える方針を表明し、民放の第2次新設局ラッシュを巻き起こす一方、FM東海の処遇を巡っては松前重義（逓信省の後輩で東海大学創立者、日本社会党衆議院議員）と鋭く対立した。これらの強権は『小林郵政』と呼ばれ今でも語り草となっている。

### 問題発言
1970年、第3次佐藤内閣で法務大臣となる。『復讐するは我にあり』のモデルとなった元祖広域殺人犯・西口彰の死刑を執行した他、現行刑法施行下では初の女性死刑囚（ホテル日本閣殺人事件・女性連続毒殺魔事件）の死刑を執行。長沼ナイキ訴訟では国として前例のない福島重雄裁判長忌避を申し立てるなど、タカ派ぶりを発揮した。翌1971年1月の静岡県知事選の応援演説で「野党がギャアギャア騒いでも、予算に指一本触れることはできない」「閣僚として、予算委員会に毎日出なければならないのは退屈この上ない」「予算委員会はお祭りみたいだ。閣僚は並び大名のように出ている」などと放言したことが発覚、翌2月に引責辞任を表明したばかりか同年の参議院選挙にも落選しそのまま政界を引退する。1971年勲一等瑞宝章受章。1988年10月12日、心筋梗塞のため東京都目黒区の病院で死去。享年89。

## エピソード
- 政治活動以外では、1966年2月より富士見丘女子短期大学の学長に就任した経歴もある。